# Scopa (Biologie)
Eine Scopa (Plural scopae; lateinisch für "Besen") ist eine von mehreren verschiedenen Modifikationen am Körper einer Biene, die einen Pollentrageapparat bilden.
Während viele Bienen ihre Scopae nur zum Tragen des Pollen verwenden, sammeln einige Arten mit Bauchbürste den Pollen auch schon damit. Dazu krümmen sie den Hinterleib über den Staubgefäßen ein und reiben damit über die Staubbeutel. Einige transportieren ihn dann mit den Scopae auf der Bauchseite, andere bürsten ihn anschließend mit den Hinterbeinen aus und transportieren ihn in Scopae an den Hinterbeinen. Einige Arten, etwa der Gattungen Ptilothrix und Andrena kombinieren beide Strategien.

## Aufbau

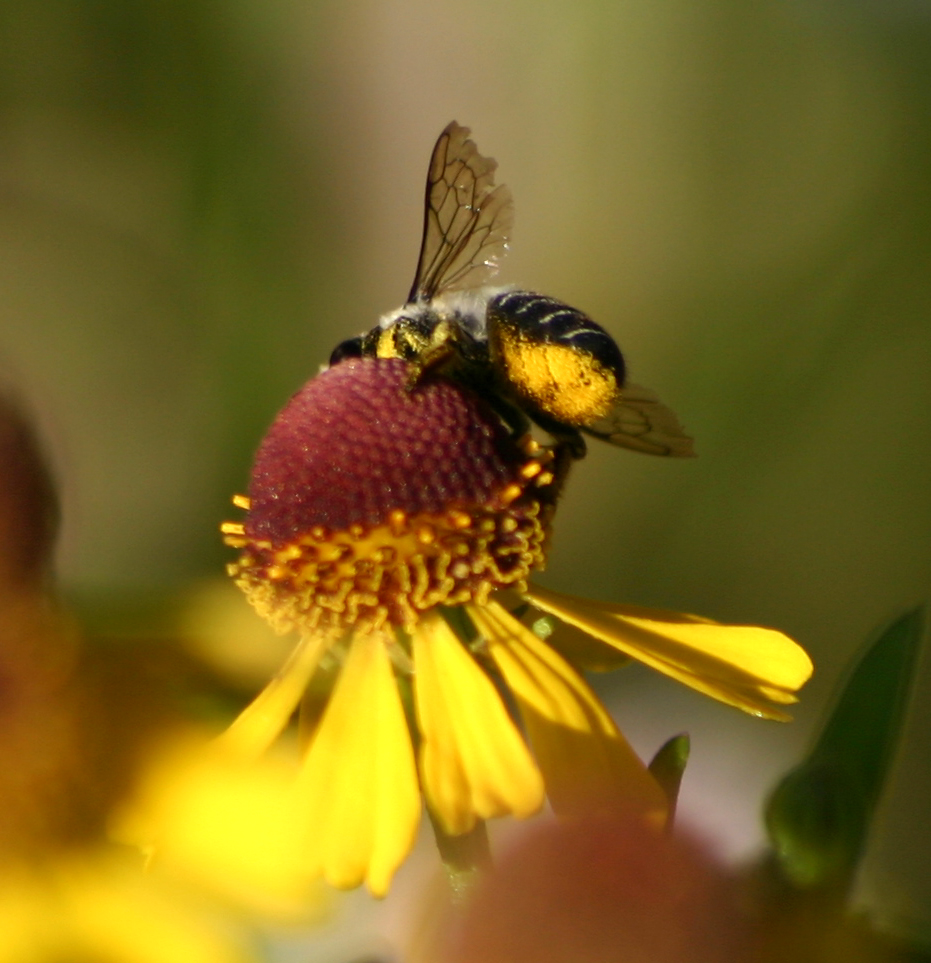
Biene der Familie Megachilidae, die keine Beinhaare besitzt

Bei den meisten Bienen besteht die Scopa aus dicht angeordneten länglichen, oft verzweigten Haaren (oder Setae) am Hinterbein. Wenn sie an den Hinterbeinen vorhanden sind, befinden sich die modifizierten Haare mindestens auf den Tibien, aber einige Bienen haben auch modifizierte Haare auf dem Femur. Einige Gruppen der Bienen haben zusätzlich zu den Beinhaaren viele modifizierte Haare auf der ventralen Oberfläche des Hinterleibs, die ebenfalls dem Pollentransport dienen; es gibt eine Familie von Bienen, die Megachilidae, bei denen die modifizierten Beinhaare fehlen und die Scopa auf die Bauchhaare beschränkt ist (siehe Foto). Bei den bekannten Honigbienen und Hummeln wird die Scopa durch den Pollenkorb (Corbicula) ersetzt. Diese besitzt ebenfalls (verzweigte) Scopalhaare, die hier aber keine bürstenartige Struktur bilden, sondern eine glatte, haarlose Fläche umgeben. Bienen haben andere Arten von modifizierten Haaren, die zum Sammeln von Pollen, Blütenölen oder anderen Chemikalien von Pflanzen verwendet werden, und diese können sich auf dem Gesicht, den Mundwerkzeugen oder den vorderen oder mittleren Beinen befinden, aber diese sind keine Scopae; der Begriff ist ausdrücklich auf Haare beschränkt, die zum Transport von Pollen verwendet werden. Es gibt einige Bienen, die den Pollen intern im Darm transportieren, und diesen fehlt ein Scopa, ebenso wie den kleptoparasitischen Bienen, die ihren eigenen Pollen nicht sammeln.
Es gibt Bienen, die sich darauf spezialisiert haben, mit ihren Vorderbeinen den Pollen aus den Scopae anderer Bienenarten zu rauben, eine Form des Kleptoparasitismus, die als „Kleptolektie“ bezeichnet worden ist.